# El-Kubanieh
El-Kubanieh (arabisch الكوبانية, DMG al-Kūbāniyya) ist ein Dorf in Ägypten, bei dem sich verschiedene Ausgrabungsstätten befinden. Sie werden als El-Kubanieh-Nord und El-Kubanieh-Süd bezeichnet. Es handelt sich um zwei altägyptische Gräberfelder. Daneben befinden sich auch die Reste eines Klosters. Die Stätten liegen im Süden von Ägypten, etwas nördlich von Aswan. Ausgrabungen fanden hier 1910 und 1911 durch Hermann Junker statt, der die Ergebnisse der Grabungen von 1919 bis 1922 in drei Bänden vorlegte. 
Bei El-Kubanieh-Nord fand sich ein großes Gräberfeld mit mehreren hundert Gräbern, die in das Mittlere Reich datieren. Es können drei Typen von Bestattungen festgestellt werden. Zahlreiche Gräber gehören der nubischen C-Gruppe an. Es handelt sich oftmals um Grabanlagen mit runder Steinsetzung. Die Toten lagen im Hockerstellung auf der Seite. Die Leichen sind Ost–West orientiert und oft in Tierfelle eingewickelt. Als Beigaben fanden sich vor allem Schmuck und die typische C-Gruppen-Keramik. Andere Gräber folgen ägyptischen Bestattungssitten. Die Toten lagen in Gruben oder Kammern, die aus Lehmziegeln errichtet waren. Die Toten lagen meist ausgestreckt auf der Seite und mit dem Kopf nach Norden orientiert. Als Beigaben findet sich wiederum Schmuck, aber auch Keramik. Viele Tote sind in einem einfachen Holzsarg beigesetzt worden. Die meisten Bestattungen fanden sich beraubt.
Weitere Gräber zeigen eine Mischung von nubischen und ägyptischen Einflüssen. In diesen Bestattungen sind die Beigaben und die Grabarchitektur ägyptisch, die Leichen sind jedoch in Tierfelle eingewickelt und West–Ost orientiert. Einige wenige Bestattungen auf dem Friedhof datieren in das Neue Reich und in die Spätzeit.
In El-Kubanieh-Süd fanden sich vor allem ägyptische Bestattungen aus der Zeit um 3000 v. Chr. und solche des Mittleren Reichs. Vor allem hier fanden sich auch verschiedene Belege für beschriftete Särge und Mumienmasken, doch waren diese Objekte meist nur sehr schlecht erhalten. Ansonsten ähneln die Bestattungen denen von El-Kubanieh-Nord.
Etwas nördlich von El-Kubanieh-Süd fanden sich auf dem sogenannten Isis-Berg die Reste eines koptischen Klosters.